# Kostel svatého Prokopa (Loštice)
Kostel svatého Prokopa v Lošticích je barokní stavbou z let 1787–1792, která v sobě obsahuje románské jádro z poloviny 13. století (kněžiště a obvodní zdi východní části lodi). Do zdi před vstupem do hlavní lodi kostela jsou umístěny náhrobky Prokopa Podstatského z Prusinovic († 1560) a jeho manželky Kateřiny rozené Kropáčové z Nevědomí († 1564). Kostel byl v roce 1958 zapsán na seznam kulturních památek.

## Historie kostela
První doložená historická zpráva o kostele sv. Prokopa je z roku 1396. Již ve 13. století (r. 1208?) zde však stál původně románský kostelík, což dokládají fragmenty presbytáře (kněžiště) nalezené při obnově fasády kostela v r. 1994. V polovině 16. století za Prokopa Podstatského z Prusinovic byl kostel rozšířen až po dnešní hlavní loď. V této podobě se čtyřbokou věží stojící samostatně vedle kostela, je znám i z nejstaršího vyobrazení na titulní straně loštické matriky z roku 1650. Na přelomu 17. - 18. století byla provedena barokní přestavba a kostel byl rozšířen do dnešní podoby s věží vestavěnou do čelní strany.
Podle záznamu faráře Jana Pudila z r. 1771 kostel sloužil jednotlivým církvím v tomto pořadí:
1497 - 1546 katolíkům
1546 - 1587 českým bratřím
1587 - 1624 protestantům
1624 - dosud katolíkům. 

## Popis kostela

### Exteriér
Orientovaná podélná jednolodní stavba s odsazeným, pravoúhle ukončeným kněžištěm, k jehož severní zdi přiléhá kaple s oratoří v patře, na protější straně čtyřboká sakristie s oratoří v patře a schodišťovým přístavkem. Na presbytář (kněžiště) navazuje krátký krček (část původní lodi) a širší loď obdélníkového půdorysu se vstupním útvarem, nad nímž je vystavěna 45m vysoká čtyřboká věž. 
Z románské doby se zachovaly obvodní zdi východní části lodi s typickým klasovým zdivem a červeně polychromovaná románská okna, z gotického období pochází pravoúhle zakončený presbytář a z renesance pilastrové hlavice v podkroví.
V areálu kostela se nacházejí další památkově chráněné objekty:
- bývalý hřbitov s náhrobkem p. Františka Heidenreicha a klasicistním kamenným křížem z r. 1801 - kolem hřbitova je opěrná zeď s balustrádou
- empírový náhrobek Rosalie Dworzakové z r. 1829 u jižní zdi
- kamenný kříž před hlavním vchodem kostela
- pilíř se sochou Panny Marie Immaculaty
- náhrobek ve fasádě v závěru kostela[1]

### Interiér
Z interiéru kostela zaujmou především hned v předsíni umístěné renesanční náhrobky Prokopa Podstatského z Prusinovic (+1560), jeho manželky Kateřiny z rodu Kropáčů z Nevědomí (+1564). Prokop Podstatský z Prusínovic, sídlil na Bouzově od roku 1546 až do své smrti a byly mu poddány i Loštice. Na protější straně byl v roce 1940 při opravách kostela vsazen heraldický náhrobní kámen, který byl původně umístěn v chodbě sakristie. Jde o náhrobek Anny Barbory, dcery Zigmunda Půhončího z Předmostí, která zemřela ve věku dvou let v r. 1682.
Hlavní barokní oltář z roku 1852 je zhotoven z mramoru a jeho autorem je místní mistr Cyril Kutzer. Zdobí jej obraz sv. Prokopa z roku 1854 od loštického rodáka Františka Havelky. Sochy sv. Cyrila a Metoděje jsou v životní velikosti, polychromované dřevo, z r. 1850. Mimo hlavního oltáře jsou v kostele ještě čtyři oltáře boční. Obraz Navštívení Panny Marie v retabulu bočního oltáře v severním čele lodi namaloval Felix Anton Scheffler v r. 1746. Na protilehlém oltáři visí obraz Krista na kříži se sv. Máří Magdalenou od neznámého malíře z konce 18. stol. František Havelka je také autorem dvou volně zavěšených obrazů sv. Aloise a Růžencové P.Marie se sv. Dominikem. Kazatelna z roku 1810 je dílem brněnského řezbáře Ondřeje Schweigela.
Z počátku 17. století pochází soubor čtyř nástěnných obrazů s výjevy Křížové cesty, transferovaných v r. 1957 ze stěn půdy kostela. Jednotlivé obrazy byly financovány místními cechy, jejichž znaky jsou ve středu dolního okraje (krejčí, hrnčíři, tkalci, řezníci).
Součástí mobiliáře byl soubor čtrnácti cechovních postavníků z pol. 19. století. Na dlouhých tyčích jsou většinou řezané hlavice doplněné plastickými nebo malovanými figurami patronů jednotlivých řemesel, jmény představených cechů a letopočty jejich privilegií. Vystaven je v muzeu v Mohelnici. V lodi je velký klasicistní korunový lustr se závěsy s girlandami z čirých, diamantově broušených skleněných čoček. 
Nejstarší zvon sv. Prokop je z roku 1550, váží cca 1200 kg. Zvon kostelu daroval Prokop Podstatský z Prusínovic. Byl ulit v Olomouci zvonařem Franzem Ilenfeldem. Zdobí jej reliéfy Kalvárie, Madony s dítětem a symbol kráčejícího vinaře. Na věži je ještě zvon z r. 1829 a umíráček.
První zmínka o existenci varhan v kostele sv. Prokopa je z r. 1642. Po přestavbě kostela byly po roce 1800 převezeny varhany z bývalého minoritského kláštera v Uničově. Roku 1909 dosloužily a do původní varhanní skříně byl postaven nový nástroj firmou Tuček Kutná Hora. V roce 2007 proběhla rozsáhlá renovace varhan. V současné době má nástroj 17 znějících rejstříků na dvou manuálech a pedálu a něco přes tisíc píšťal.

## Galerie

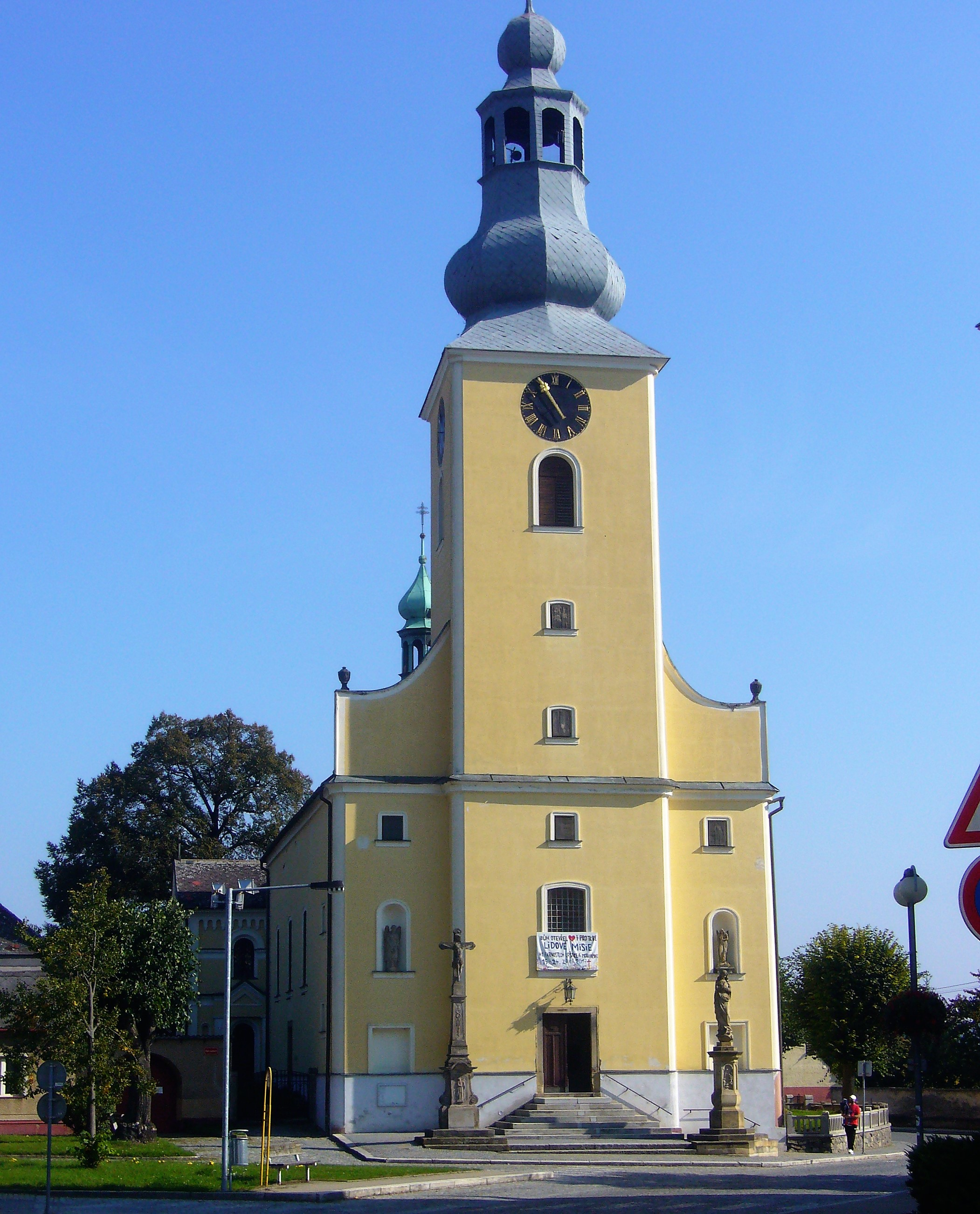
průčelí kostela
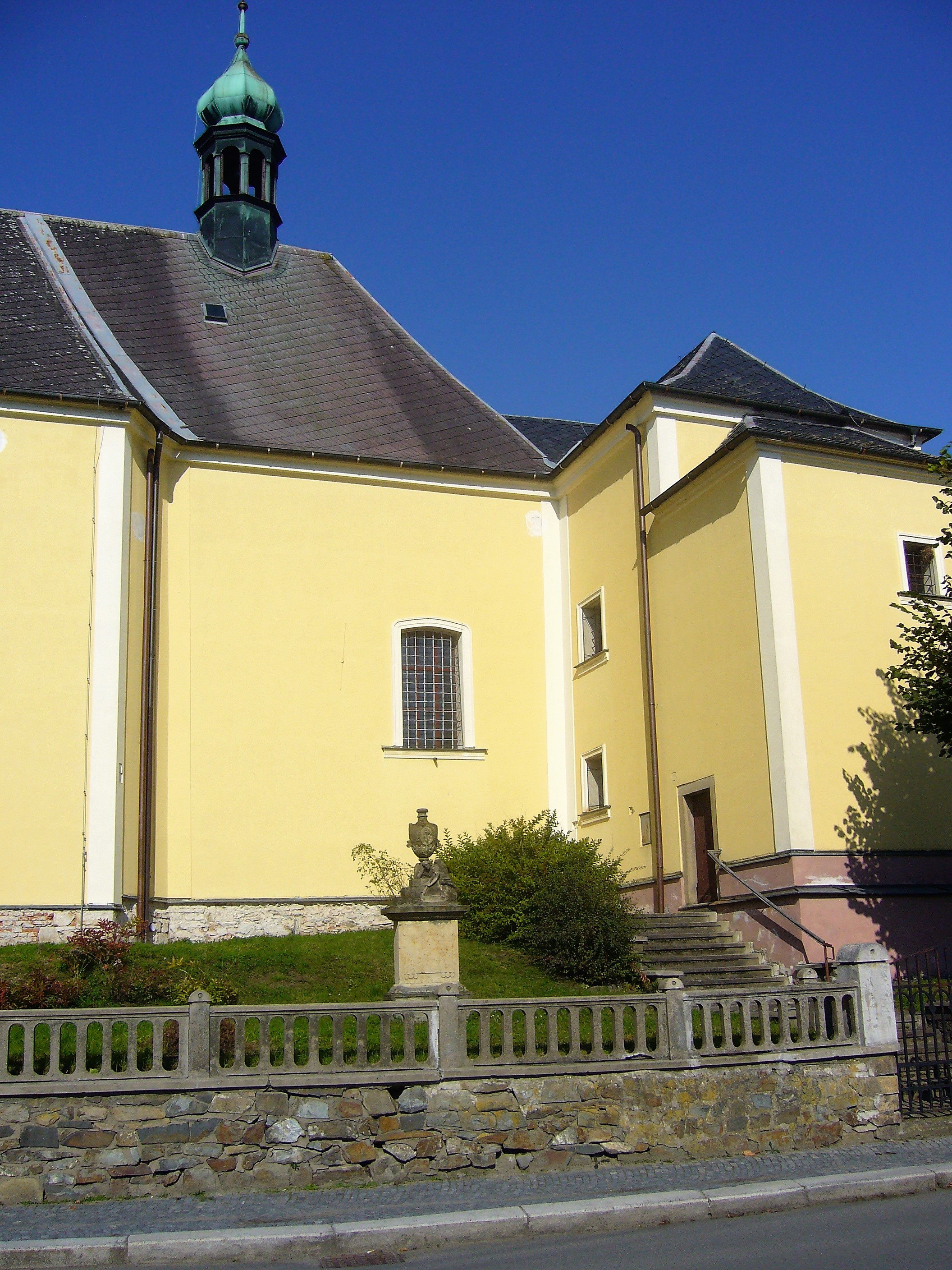
boční pohled-sakristie, ohradní zeď s balustrádou
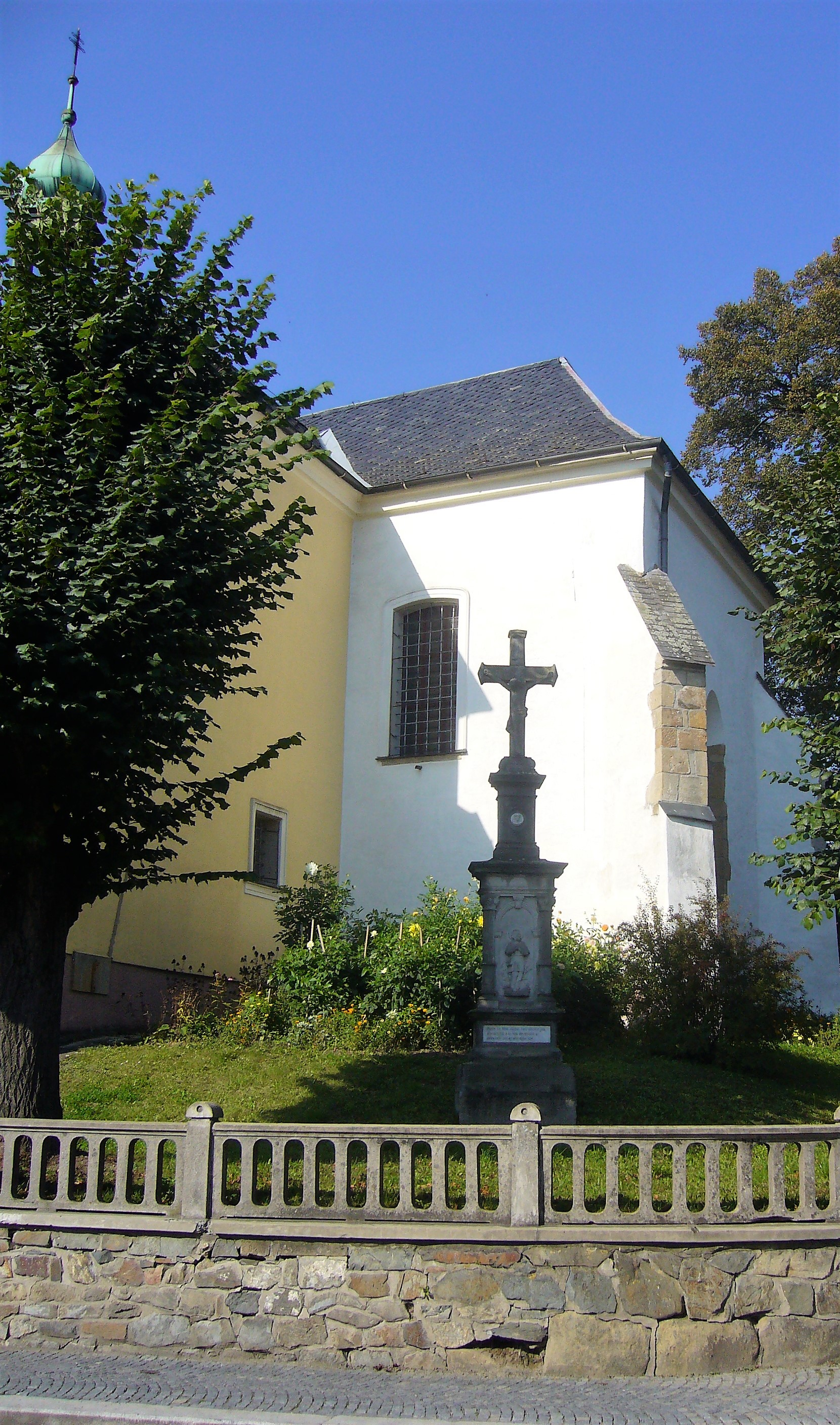
kříž z r. 1801 u románského kněžiště
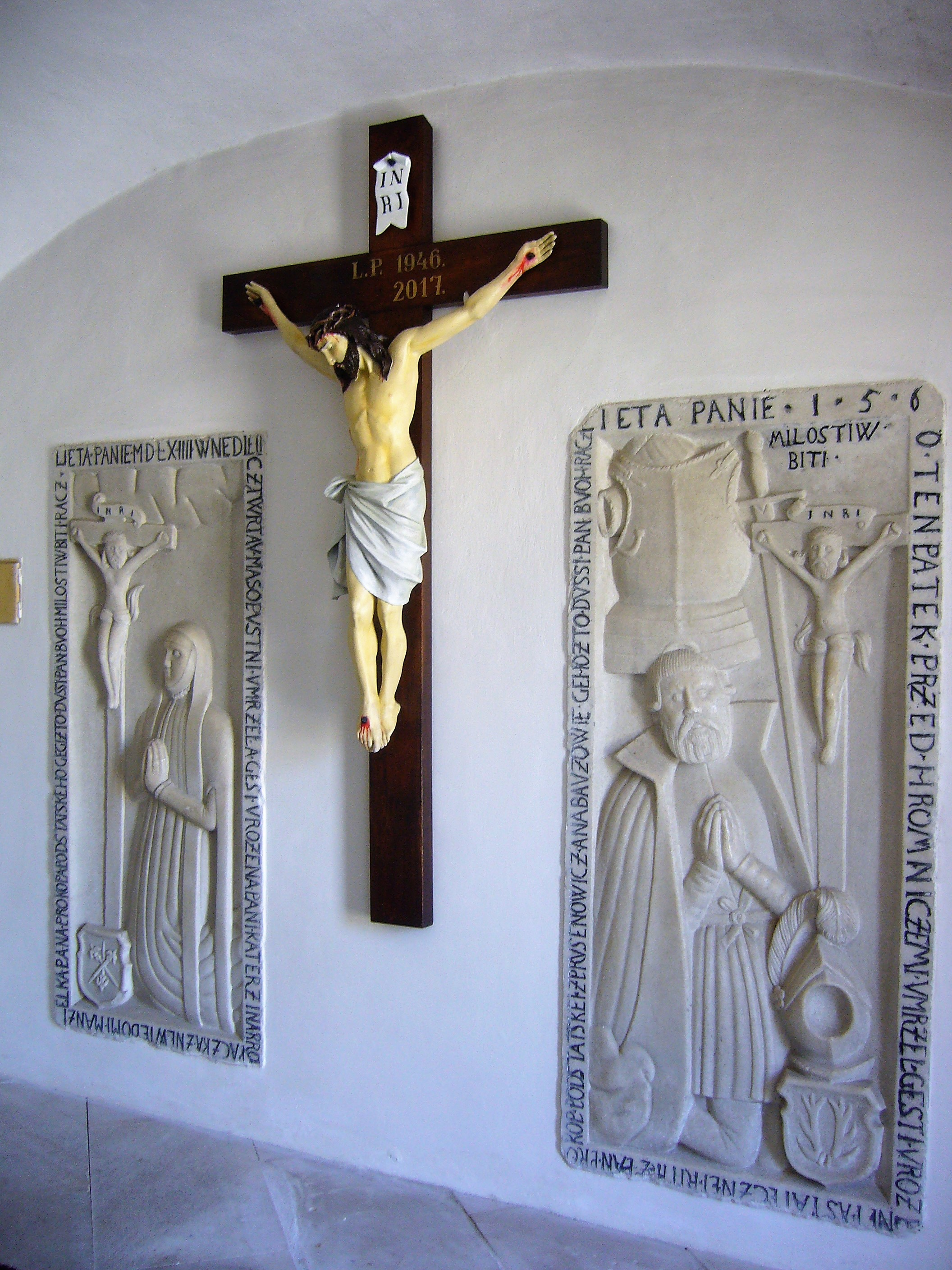
náhrobníky v předsíni
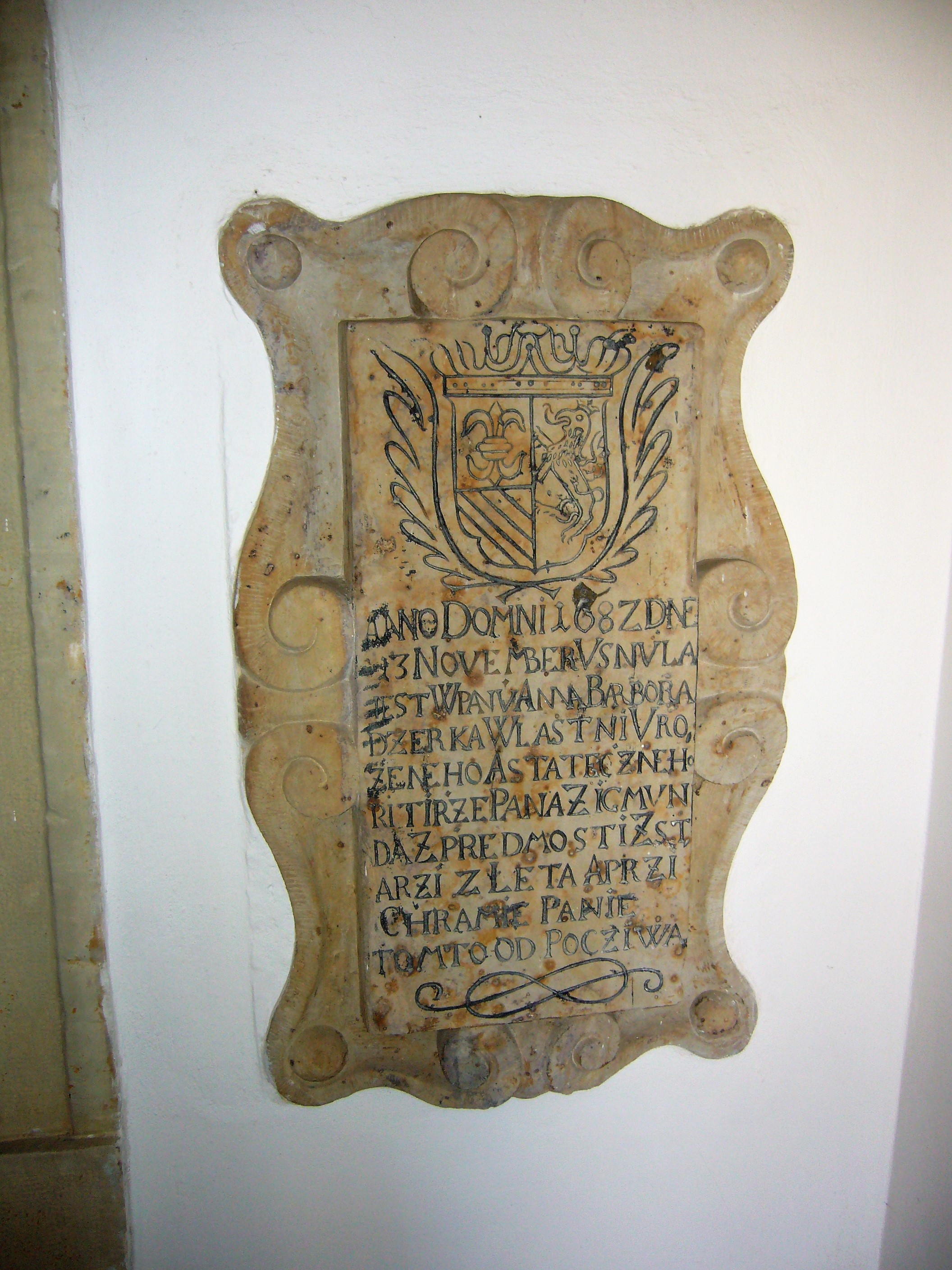
heraldický náhrobní kámen Anny Barbory
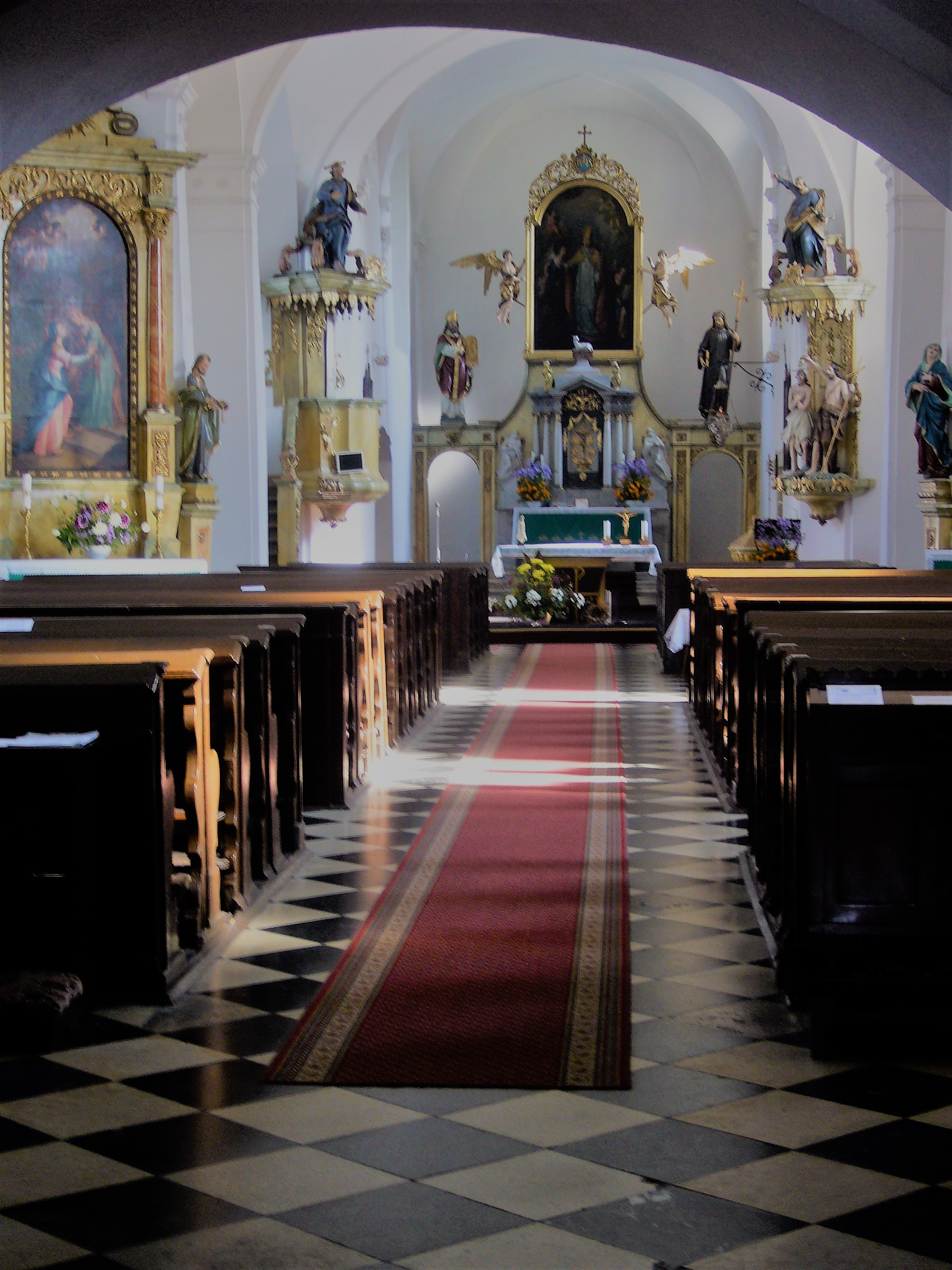
Interiér-pohled na hlavní oltář

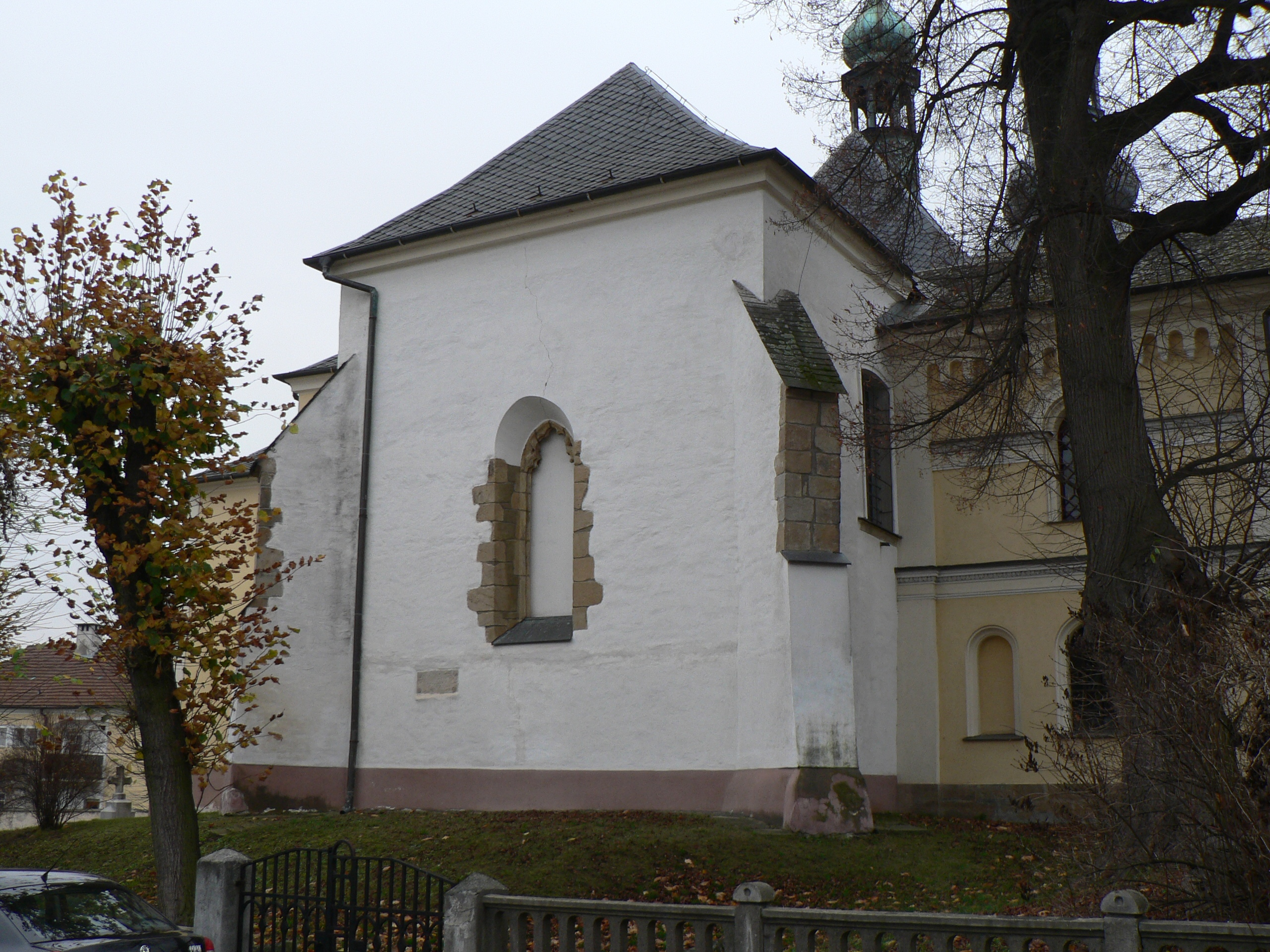
Románské kněžiště kostela sv. Prokopa v Lošticích
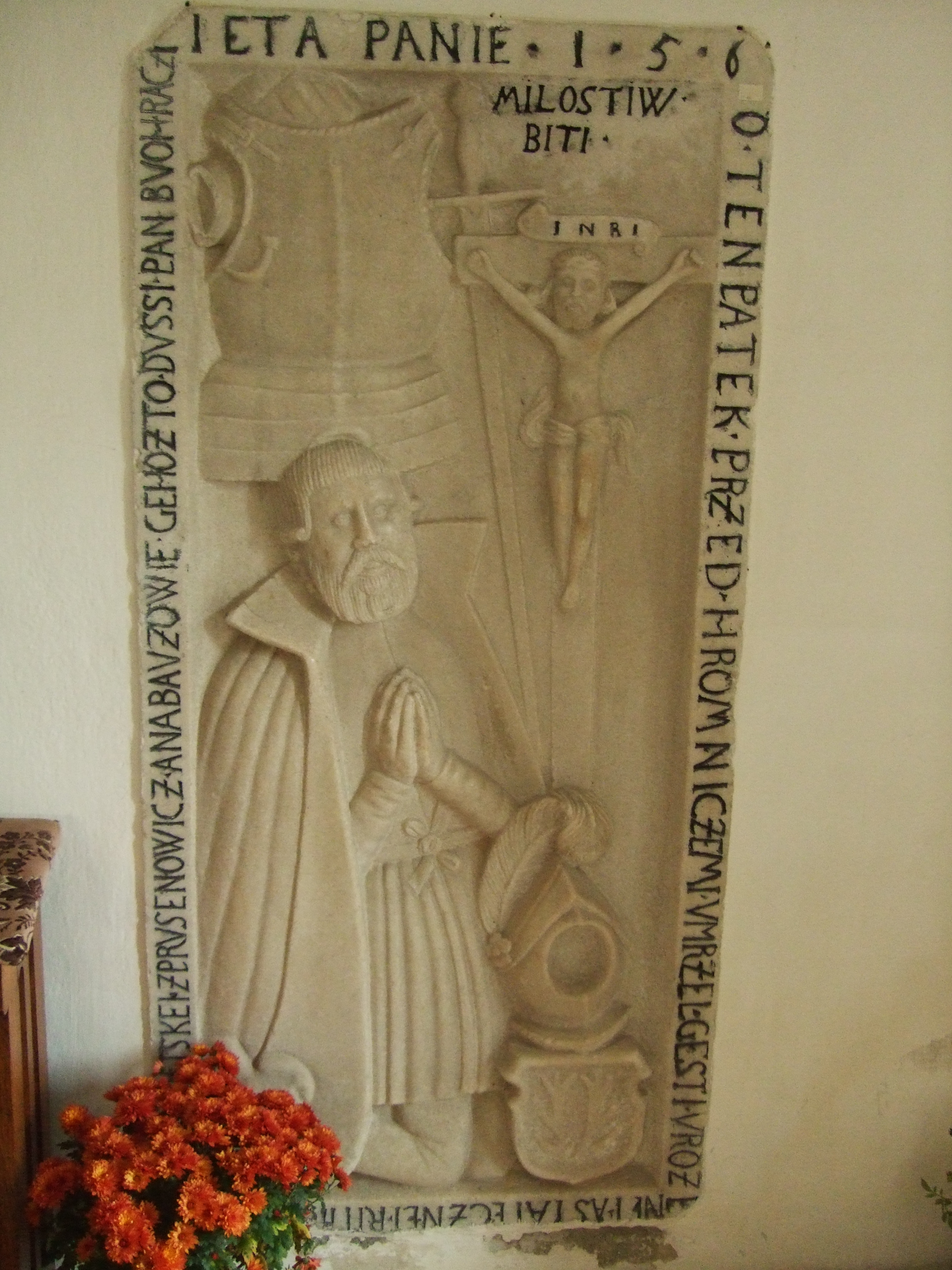
Náhrobek Prokopa Podstatského z Prusinovic
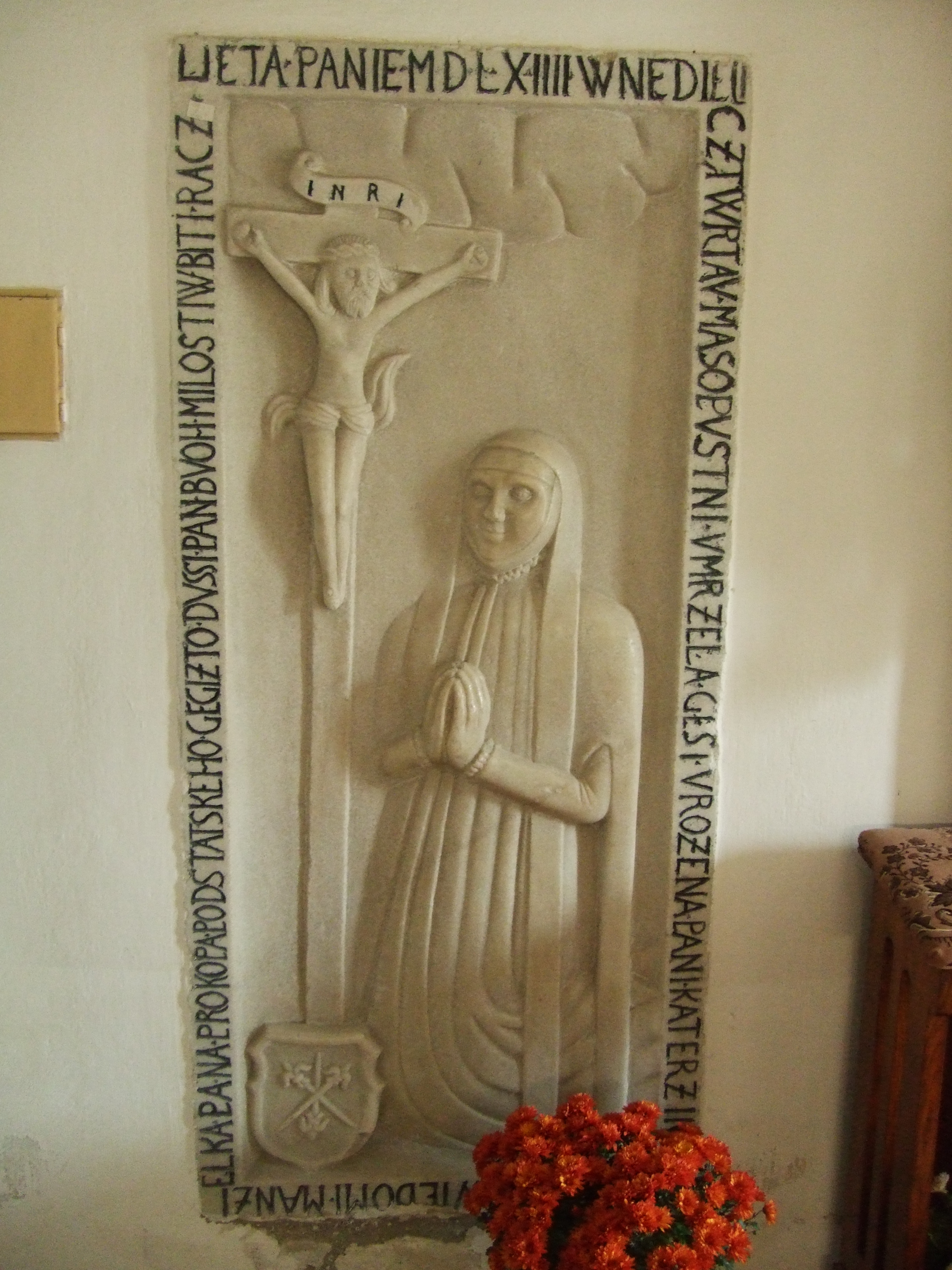
Náhrobek Kateřiny Podstatské z Prusinovic